# Saint-Hilaire-de-Villefranche
Saint-Hilaire-de-Villefranche est une commune du Sud-Ouest de la France située dans le département de la Charente-Maritime (région Nouvelle-Aquitaine).
Ses habitants sont appelés les Hilairois et les Hilairoises.

## Géographie
La commune de Saint-Hilaire-de-Villefranche se situe dans le nord-est du département de la Charente-Maritime, en région Nouvelle-Aquitaine, dans l'ancienne province de Saintonge. Appartenant au midi atlantique, au cœur de l'arc atlantique, elle est partie intégrante du Grand Sud-Ouest français, et est parfois également incluse dans un Grand Ouest aux contours plus flous.
La commune, pôle d'équilibre du canton de Chaniers et appartenant à l'arrondissement de Saint-Jean-d'Angély, est traversée par la RD 150, ex route nationale 150, et se situe presque à mi-chemin entre Saint-Jean-d'Angély et Saintes. Elle est reliée à Chalais, via Cognac, par la D 731, ex route nationale 731.
Commune rurale et résidentielle, elle occupe de fait un petit carrefour géographique dans la Saintonge du Nord, étant située à 11 km au sud de Saint-Jean-d'Angély, 15 km au nord de Saintes et 25 km au nord-ouest de Cognac.
La gare de Saint-Hilaire - Brizambourg est desservie quotidiennement par le TER Nouvelle-Aquitaine qui assure des dessertes ferroviaires sur la ligne de Niort à Saintes.
Une rivière traverse la commune : il s'agit du Bramerit.

### Communes limitrophes
| Grandjean       | Mazeray                       | Asnières-la-Giraud |
| Taillebourg     | Saint-Hilaire-de-Villefranche | Nantillé           |
| Annepont, Juicq | Le Douhet                     | Écoyeux            |

## Urbanisme

### Typologie
Au 1er janvier 2024, Saint-Hilaire-de-Villefranche est catégorisée commune rurale à habitat dispersé, selon la nouvelle grille communale de densité à 7 niveaux définie par l'Insee en 2022.
Elle est située hors unité urbaine. Par ailleurs la commune fait partie de l'aire d'attraction de Saintes, dont elle est une commune de la couronne,. Cette aire, qui regroupe 62 communes, est catégorisée dans les aires de 50 000 à moins de 200 000 habitants,.

### Risques majeurs
Le territoire de la commune de Saint-Hilaire-de-Villefranche est vulnérable à différents aléas naturels : météorologiques (tempête, orage, neige, grand froid, canicule ou sécheresse), inondations, mouvements de terrains et séisme (sismicité modérée). Il est également exposé à un risque technologique, le transport de matières dangereuses. Un site publié par le BRGM permet d'évaluer simplement et rapidement les risques d'un bien localisé soit par son adresse soit par le numéro de sa parcelle.

#### Risques naturels
Certaines parties du territoire communal sont susceptibles d’être affectées par le risque d’inondation par débordement de cours d'eau, notamment le Bramerit. La commune a été reconnue en état de catastrophe naturelle au titre des dommages causés par les inondations et coulées de boue survenues en 1982, 1999 et 2010,.

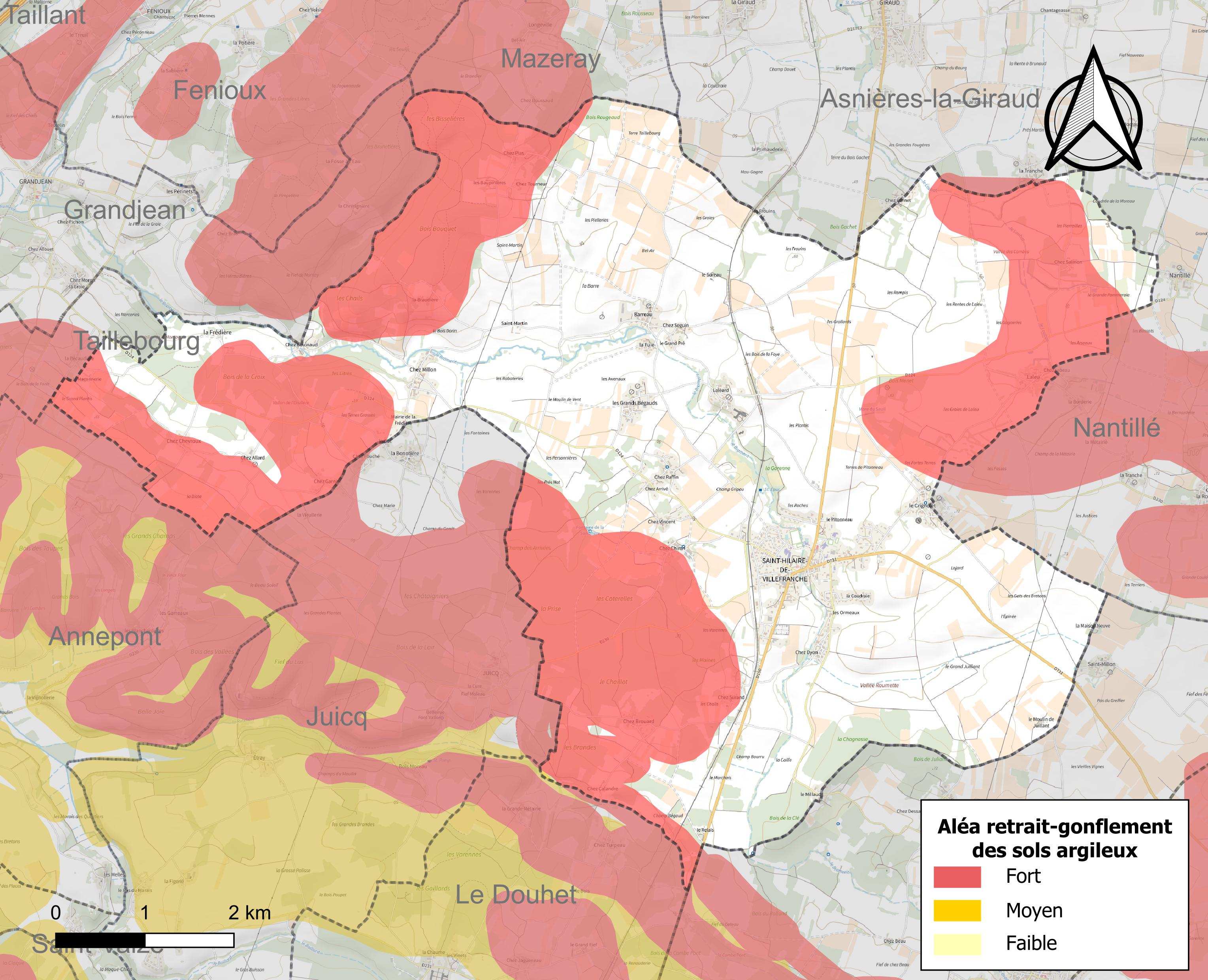
Carte des zones d'aléa retrait-gonflement des sols argileux de Saint-Hilaire-de-Villefranche.

Les mouvements de terrains susceptibles de se produire sur la commune sont des affaissements et effondrements liés aux cavités souterraines (hors mines) et des tassements différentiels. Par ailleurs, afin de mieux appréhender le risque d’affaissement de terrain, l'inventaire national des cavités souterraines permet de localiser celles situées sur la commune.
Le retrait-gonflement des sols argileux est susceptible d'engendrer des dommages importants aux bâtiments en cas d’alternance de périodes de sécheresse et de pluie. 34,9 % de la superficie communale est en aléa moyen ou fort (54,2 % au niveau départemental et 48,5 % au niveau national). Sur les 730 bâtiments dénombrés sur la commune en 2019, 117 sont en aléa moyen ou fort, soit 16 %, à comparer aux 57 % au niveau départemental et 54 % au niveau national. Une cartographie de l'exposition du territoire national au retrait gonflement des sols argileux est disponible sur le site du BRGM,.
Par ailleurs, afin de mieux appréhender le risque d’affaissement de terrain, l'inventaire national des cavités souterraines permet de localiser celles situées sur la commune.
Concernant les mouvements de terrains, la commune a été reconnue en état de catastrophe naturelle au titre des dommages causés par la sécheresse en 1989, 1991, 2003 et 2005 et par des mouvements de terrain en 1999 et 2010.

#### Risques technologiques
Le risque de transport de matières dangereuses sur la commune est lié à sa traversée par une ou des infrastructures routières ou ferroviaires importantes ou la présence d'une canalisation de transport d'hydrocarbures. Un accident se produisant sur de telles infrastructures est susceptible d’avoir des effets graves sur les biens, les personnes ou l'environnement, selon la nature du matériau transporté. Des dispositions d’urbanisme peuvent être préconisées en conséquence.

## Toponymie
Le commune tient son nom de Hilaire de Poitiers, premier évêque de la cité poitevine, auquel la paroisse a été dédiée.

## Histoire
La commune de Saint-Hilaire a pris le nom actuel le 2 mars 1962, notamment pour la distinguer d'autres homonymes.
Sous la Révolution, la commune portait le nom de L'Egalité.
Le 1er janvier 2019, la commune absorbe La Frédière par un arrêté préfectoral du 27 novembre 2018.

## Administration

### Liste des maires
| Période                                  | Période  | Identité      | Étiquette | Qualité  |
| ---------------------------------------- | -------- | ------------- | --------- | -------- |
| avant 1981                               | ?        | Jean Garnier  | DVG       |          |
| 2008                                     | 2014     | Jacky Dutilh  | PS        | .        |
| 2014                                     | En cours | Didier Bascle | DVG       | Retraité |
| Les données manquantes sont à compléter. |          |               |           |          |

### Région
À la suite de la réforme administrative de 2014 ramenant le nombre de régions de France métropolitaine de 22 à 13, la commune appartient depuis le 1er janvier 2016 à la région Nouvelle-Aquitaine, dont la capitale est Bordeaux. De 1972 au 31 décembre 2015, elle a appartenu à la région Poitou-Charentes, dont le chef-lieu était Poitiers.

## Démographie

### Évolution démographique
L'évolution du nombre d'habitants est connue à travers les recensements de la population effectués dans la commune depuis 1793. Pour les communes de moins de 10 000 habitants, une enquête de recensement portant sur toute la population est réalisée tous les cinq ans, les populations de référence des années intermédiaires étant quant à elles estimées par interpolation ou extrapolation. Pour la commune, le premier recensement exhaustif entrant dans le cadre du nouveau dispositif a été réalisé en 2007.

En 2022, la commune comptait 1 350 habitants, en évolution de +3,21 % par rapport à 2016 (Charente-Maritime : +4,04 %, France hors Mayotte : +2,11 %).
| 1793  | 1800  | 1806  | 1821  | 1831  | 1836  | 1841  | 1846  | 1851  |
| ----- | ----- | ----- | ----- | ----- | ----- | ----- | ----- | ----- |
| 1 113 | 1 223 | 1 207 | 1 316 | 1 321 | 1 304 | 1 317 | 1 335 | 1 324 |

| 1856  | 1861  | 1866  | 1872  | 1876  | 1881  | 1886  | 1891  | 1896  |
| ----- | ----- | ----- | ----- | ----- | ----- | ----- | ----- | ----- |
| 1 316 | 1 321 | 1 323 | 1 338 | 1 322 | 1 240 | 1 144 | 1 132 | 1 104 |

| 1901  | 1906  | 1911  | 1921  | 1926  | 1931 | 1936 | 1946 | 1954 |
| ----- | ----- | ----- | ----- | ----- | ---- | ---- | ---- | ---- |
| 1 086 | 1 097 | 1 129 | 1 080 | 1 042 | 984  | 976  | 953  | 922  |

| 1962 | 1968 | 1975 | 1982 | 1990  | 1999  | 2006  | 2007  | 2012  |
| ---- | ---- | ---- | ---- | ----- | ----- | ----- | ----- | ----- |
| 868  | 881  | 803  | 970  | 1 009 | 1 042 | 1 120 | 1 131 | 1 202 |

| 2017  | 2022  | - | - | - | - | - | - | - |
| ----- | ----- | - | - | - | - | - | - | - |
| 1 321 | 1 350 | - | - | - | - | - | - | - |

## Équipements et services

### Enseignement
Saint-Hilaire-de-Villefranche compte une école maternelle et une école élémentaire. Les enfants sont accueillis à la garderie gérée par la municipalité avec un accueil spécifique pour la maternelle.
A la rentrée 2010, ce sont environ 200 élèves qui ont été accueillis sur les 2 écoles.
Saint-Hilaire-de-Villefranche est également siège d'un collège de l'enseignement secondaire public qui a reçu près de 311 élèves à la rentrée 2022. Ceux-ci sont encadrés par un corps professoral de 23 enseignants.

### Services de la santé
Saint-Hilaire-de-Villefranche dispose de quelques services dans les domaines médical, paramédical et médico-social dus à sa fonction de chef-lieu de canton.
- Les services médicaux

Le chef-lieu de canton dispose de deux cabinets de médecine générale situés dans le centre-bourg.
Saint-Hilaire-de-Villefranche ne dispose pas de médecins spécialistes, les habitants vont habituellement consulter ceux situés à Saintes ou à Saint-Jean-d'Angély et la commune n'est pas équipée d'un centre de radiologie médicale ou IRM, le plus proche étant situé à Saint-Jean-d'Angély.
Le centre hospitalier le plus proche est celui de Saint-Jean-d'Angély pour les interventions les plus banales, sinon celui du Centre Hospitalier de Saintonge situé à Saintes, à une quinzaine de kilomètres au sud, ce dernier offrant une palette extrêmement étendue de soins, étant le plus grand hôpital de toute la partie centrale et méridionale du département de la Charente-Maritime.
- Les services paramédicaux

Dans ce domaine, Saint-Hilaire-de-Villefranche dispose de deux cabinets en soins infirmiers et d'un cabinet de kinésithérapie. La commune ne dispose pas d'un laboratoire d'analyses médicales, le plus proche étant situé à Saint-Jean-d'Angély.
À cela s'ajoute une pharmacie.
Un service d’ambulanciers est en place dans la commune et étend son rayon d'action dans tout le canton.
Saint-Hilaire-de-Villefranche est équipée d'un centre de secours où les pompiers peuvent intervenir dans les situations d'urgence. Ce centre, qui relève du SDIS de la Charente-Maritime, dépend plus précisément du Centre de secours principal de Saint-Jean-d'Angély.
- Les services médico-sociaux

Un petit établissement public pour l'accueil de personnes retraitées est implanté à Saint-Hilaire-de-Villefranche. La MDR Les Deux Cèdres dispose de 11 chambres, permettant l'accueil des personnes valides et semi-valides.

### Autres équipements
Saint-Hilaire-de-Villefranche est, en outre, dotée d'une piscine, d'un bureau de poste, d'une gare ferroviaire et d'une bibliothèque municipale.

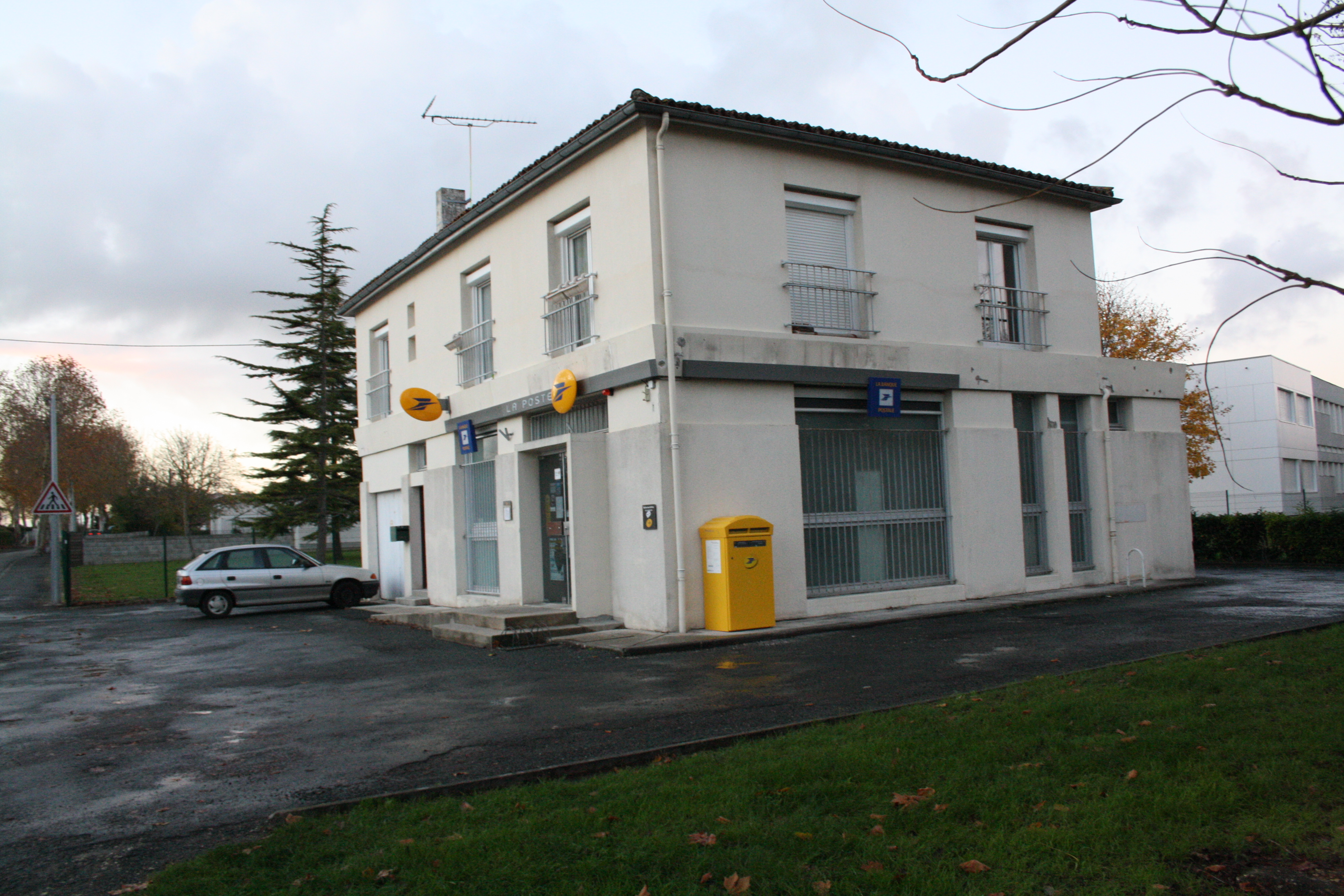
Le bureau de poste.
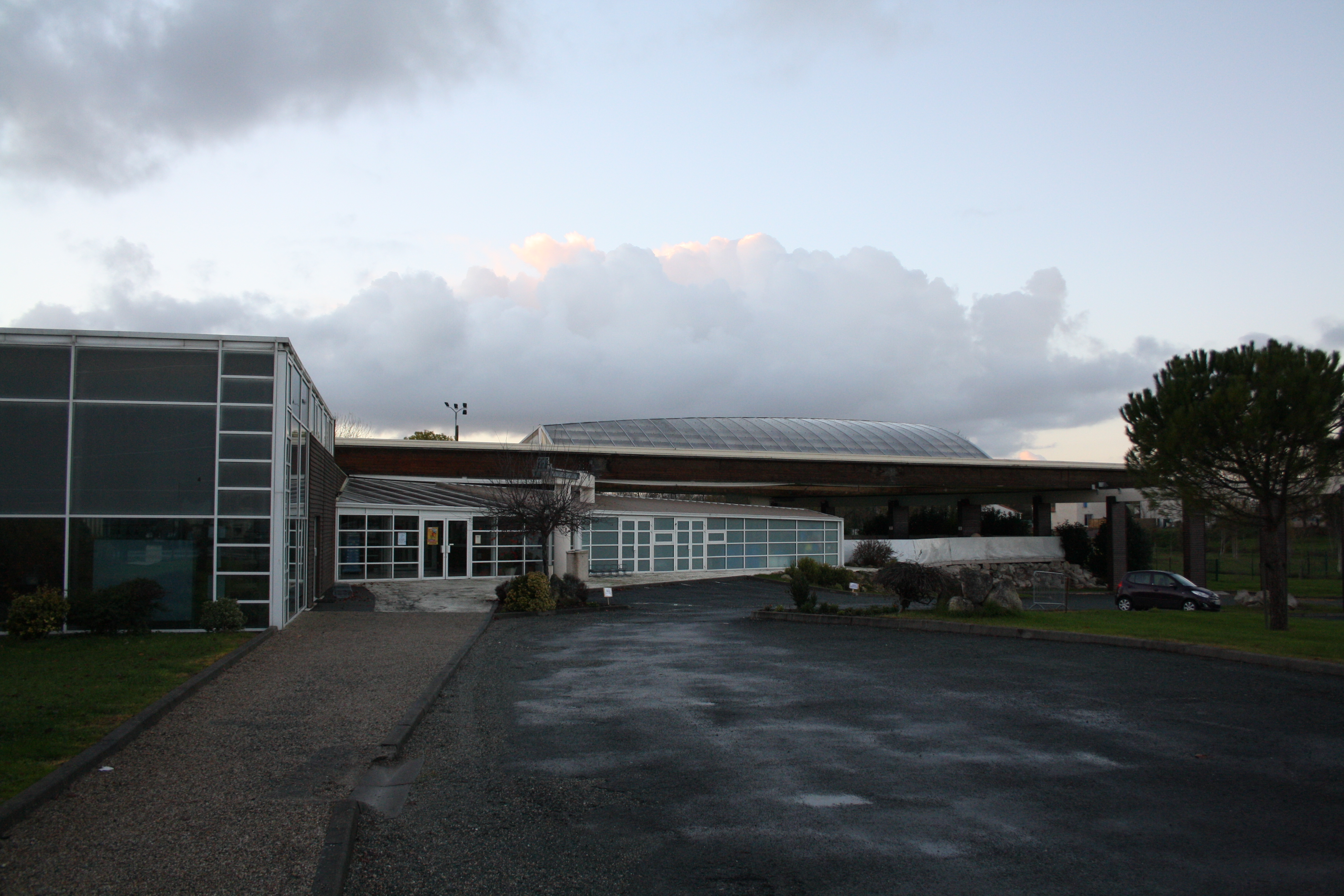
La piscine.
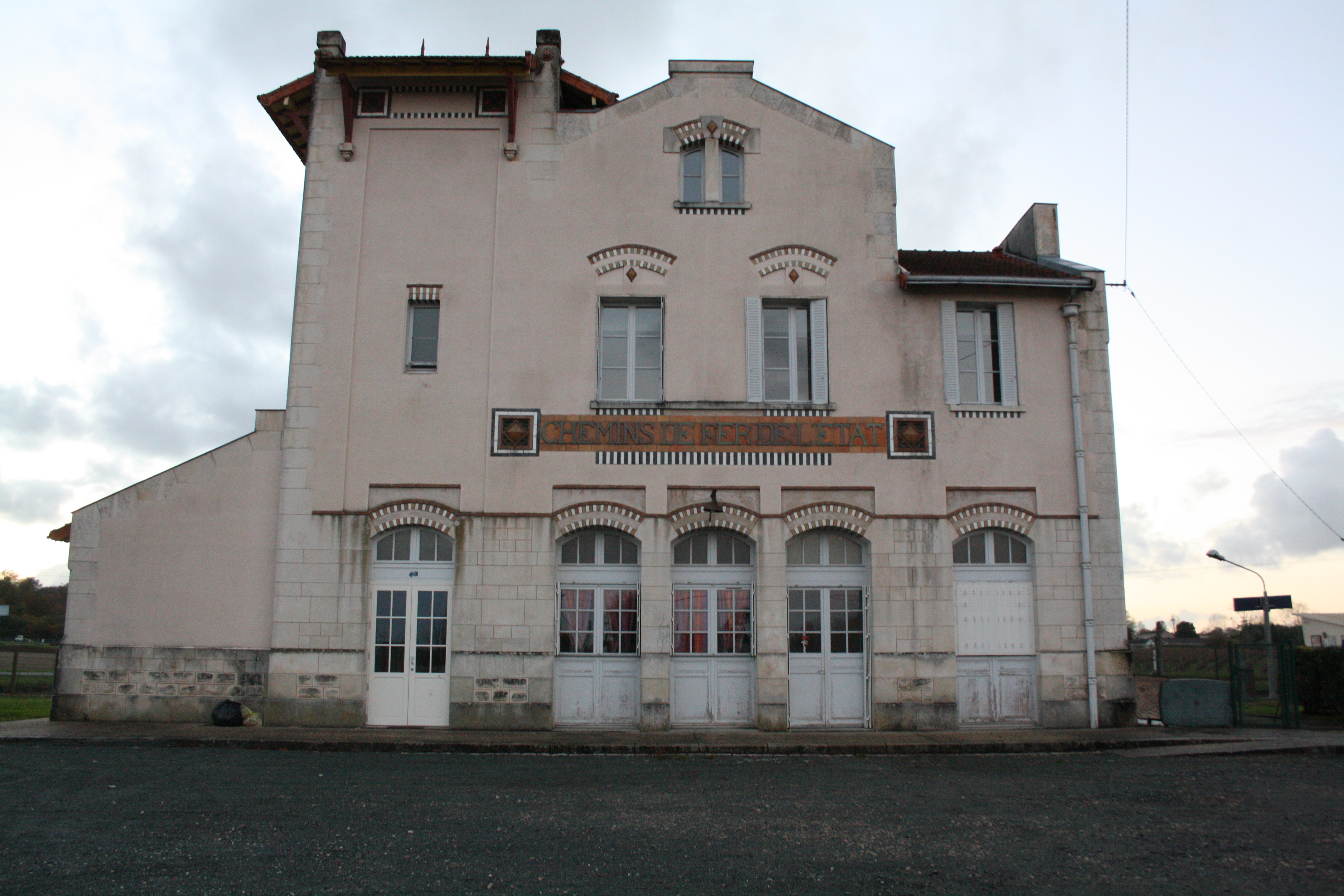
La gare SNCF.

## Lieux et monuments
- L'église Saint-Hilaire de Saint-Hilaire-de-Villefranche recèle une plaque funéraire inscrite aux Monuments Historiques le 30 novembre 1984. Elle est cependant mutilée des inscriptions qui y figuraient.
- L'église Saint-Hilaire de La Frédière.
- La chapelle Saint-Martin de Sarçay, dans la campagne alentour.
- Le château de Laléard, au nord-ouest du bourg, ainsi que son pigeonnier.
- L'ancienne croix de carrefour située au sud de l'église, inscrite aux Monuments Historiques par arrêté du 26 novembre 2008[24].

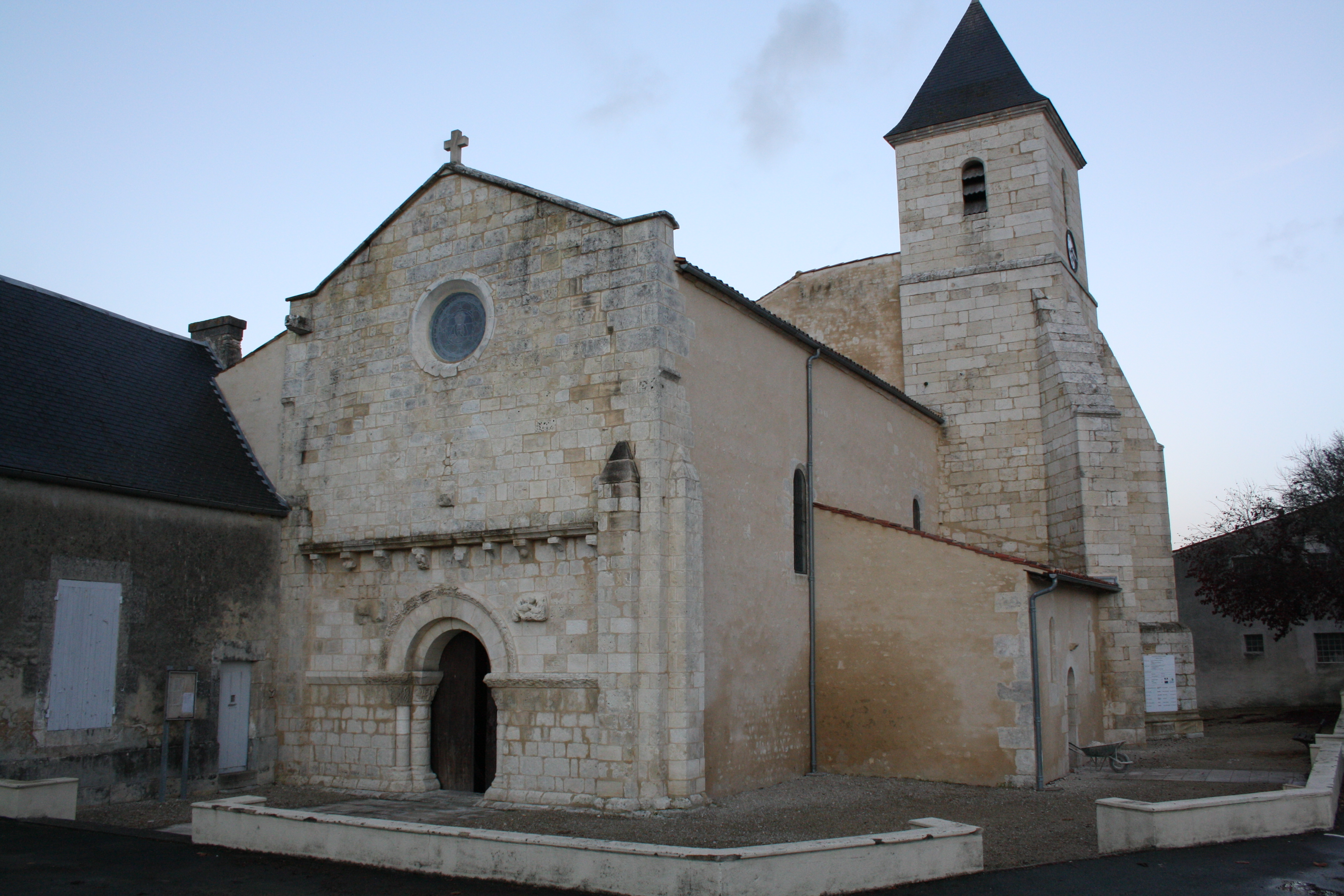
L'église Saint-Hilaire.
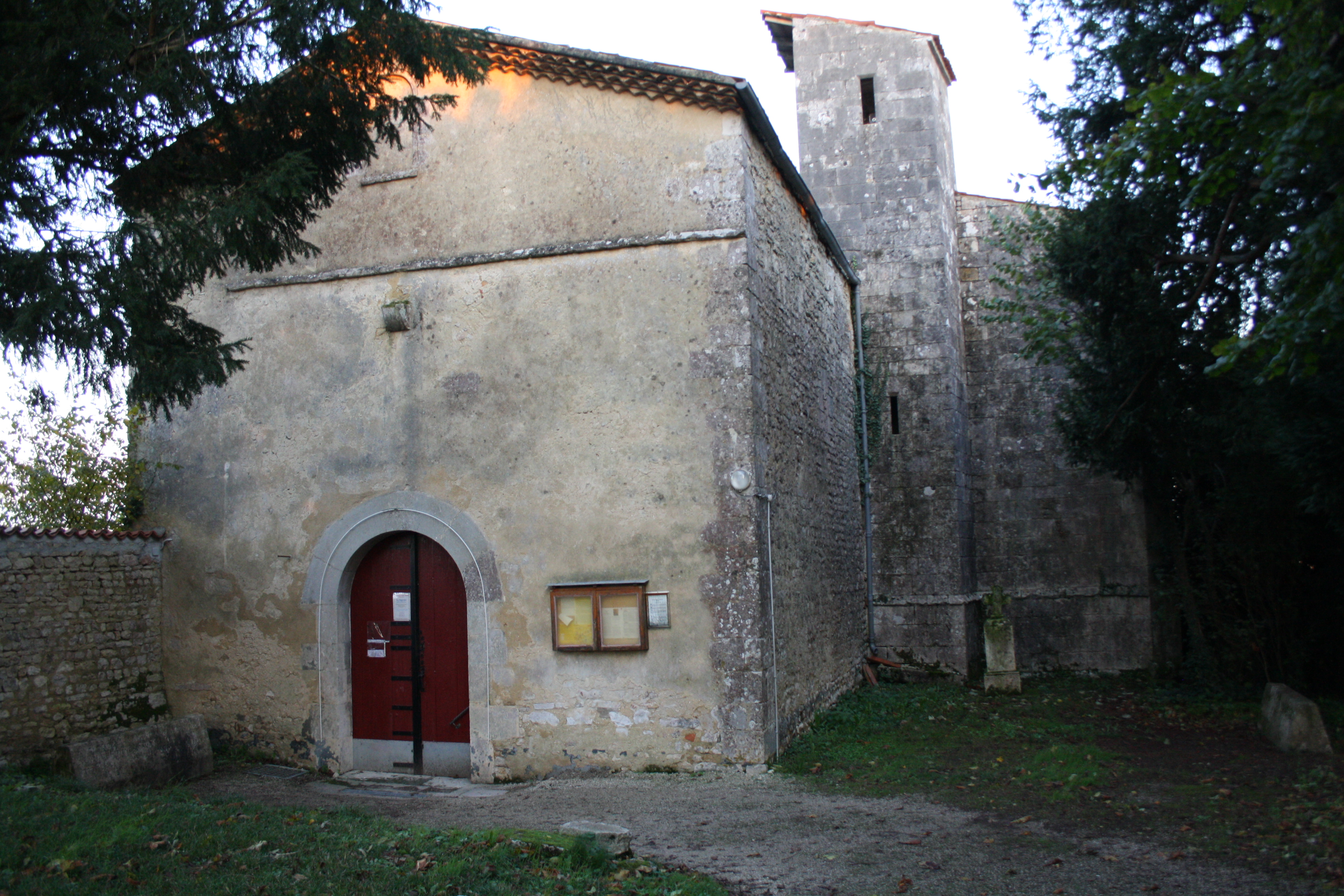
La chapelle Saint-Martin.